# Conocalama brullei
Conocalama brullei är en stekelart som först beskrevs av Cresson 1877.  Conocalama brullei ingår i släktet Conocalama och familjen brokparasitsteklar. Inga underarter finns listade i Catalogue of Life.